# Mistrzostwa Europy w Saneczkarstwie 2024
55. Mistrzostwa Europy w saneczkarstwie 2024 zostały rozegrane w dniach 13 – 14 stycznia 2024 roku w austriackim Innsbrucku.. Mistrzostwa odbyły się w ramach zawodów zaliczanych do klasyfikacji Pucharu Świata w sezonie 2023/2024. Zawodnicy rywalizowali w pięciu konkurencjach: jedynkach kobiet, jedynkach mężczyzn, dwójkach mężczyzn, dwójkach kobiet oraz w sztafecie mieszanej.

## Klasyfikacja medalowa
| Miejsce | Państwo | złoto | srebro | brąz | Razem |
| ------- | ------- | ----- | ------ | ---- | ----- |
| 1.      | Austria | 4     | 1      | 0    | 5     |
| 2.      | Niemcy  | 1     | 2      | 3    | 6     |
| 3.      | Włochy  | 0     | 1      | 1    | 2     |
| =       | Łotwa   | 0     | 1      | 1    | 2     |

## Terminarz i medaliści
| Data             | Konkurencja       | Złoto                                                                                                   | Srebro | Brąz |
| ---------------- | ----------------- | --- | --- | --- |
| 13 stycznia 2024 | Jedynki kobiet    | Madeleine Egle                                                                                          | Julia Taubitz                                                                                               | Anna Berreiter |
| 14 stycznia 2024 | Jedynki mężczyzn  | Jonas Müller                                                                                            | Nico Gleirscher                                                                                             | Max Langenhan |
| 13 stycznia 2024 | Dwójki kobiet     | Niemcy Jessica Degenhardt · Cheyenne Rosenthal                                                          | Włochy Andrea Vötter · Marion Oberhofer                                                                     | Łotwa Marta Robežniece · Kitija Bogdanova                                                                          |
| 13 stycznia 2024 | Dwójki mężczyzn   | Austria Thomas Steu · Wolfgang Kindl                                                                    | Łotwa Mārtiņš Bots · Roberts Plūme                                                                          | Niemcy Tobias Wendl · Tobias Arlt                                                                                  |
| 14 stycznia 2024 | Sztafeta mieszana | Austria Madeleine Egle · Thomas Steu · Wolfgang Kindl · Jonas Müller · Selina Egle · Lara Michaela Kipp | Niemcy Julia Taubitz · Tobias Wendl · Tobias Arlt · Max Langenhan · Jessica Degenhardt · Cheyenne Rosenthal | Włochy Verena Hofer · Emanuel Rieder · Simon Kainzwaldner · Dominik Fischnaller · Andrea Vötter · Marion Oberhofer |